# 최명룡 (교수)
최명룡 (Choi Myong Yong, 1972년~)는 대한민국의 과학자, 대학 교수이다. 경상국립대학교 화학과 교수로 재직중이며 광화학 나노소재 전문 핵심연구지원센터장으로 활동중이다.

## 상세
최명룡 교수는 대한민국 진주에서 태어났다. 1998년 경상국립대학교에서 화학 학사 학위를 취득하고, 2002년 미국 아이다호 대학교에서 물리화학 석사, 2006년 노스캐롤라이나 대학교 채플힐에서 물리화학 박사 학위를 받았다. 이후 미국 남가주 대학교(USC)에서 박사후연구원으로 연구를 수행한 후, 2007년부터 경상국립대학교 교수로 재직하고 있다. 경상국립대학교에서는 공동실험실습관장, 화학과 학과장, 한국연구재단(NRF) 프로그램 매니저 등을 역임했으며, 대한화학회에서도 다양한 학술·윤리위원회 활동을 수행했다.

## 경력
- 대한화학회 물리화학분과 총무간사 (2025)
- 연구산학협력진흥위원회 위원, 경상국립대학교 (2025 - 2026)
- 경남형 우주항공방산과학기술원(GADIST) 설립위원 (2023)
- 분자소재화학미래인재교육연구단장(BK21 FOUR), 경상국립대학교 (2023 - )
- 대학원 화학과장, 경상국립대학교 (2023 - )
- 국가연구시설장비심의위원회 위원 (2023 - 2024)
- 대한화학회 학술위원회 위원 (2023 – 2024)
- 광화학 나노소재 기초연구실(BRL) 책임연구원 (2022 - 2025)
- 대한화학회 학술위원회 위원 (2021 - 2022)
- 대한화학회 연구윤리위원회 위원 (2020 - 2021)
- 광화학 나노소재 전문 핵심연구지원센터장, 경상국립대학교 (2019 – )
- 프로그램 매니저, 한국연구재단 (2019 - 2022)
- 연구실안전관리센터장, 경상국립대학교 (2020)
- 공동실험실습관장, 경상국립대학교 (2018 - 2020 )
- 화학과장, 경상국립대학교 (2016 - 2017)
- 대한화학회 경남지부 감사 (2017 - 2018)
- 대한화학회 경남지부 총무간사 (2015 - 2016)
- 대한화학회 물리화학분과 간사 (2015)
- 방문교수, 노스캐롤라이나 대학교, 화학과, 미국 (2013 - 2014)
- 대한화학회 물리화학분과 간사 (2012)
- 대한화학회 홍보간사 (2011)
- 경상국립대학교 화학과, 전임강사-조교수-부교수-교수 (2007 - )
- 박사후 연구원, 남가주대학교, 화학과, 미국 (2006)

## 연구
주요 연구 분야는 레이저 기반 광화학 기법과 첨단 분광학적 분석을 활용하여 금속·합금 나노입자, 고엔트로피 합금, 복합소재의 친환경 합성과 반응 메커니즘을 규명하는 데 중점을 둔다. 그의 연구팀은 금속 나노입자, 합금, 나노복합체, 배위고분자 등 기능성 나노물질을 레이저 기반 방식으로 합성하고 있으며, 이러한 소재는 광전기화학적 물분해, 이산화탄소 전환, 폐플라스틱 전환 등 에너지 및 환경 촉매 반응뿐 아니라 고감도 화학·생물 센서 개발에 응용된다. 또한 표면 플라즈몬, 광열·광촉매 현상을 활용한 반응 활성화, 계면 전하 이동 메커니즘 분석, 실시간 in-situ/operando 분광법 개발 등 기초와 응용을 아우르는 연구를 수행하고 있다. 특히 기체상 분광학, 광화학 기반 나노합성, 촉매 생성 메커니즘 분석을 위한 in-situ 분석 기술, 극저온 조건에서의 고엔트로피 합금 연구 등에 기여했다. 주요 연구성과는 다음과 같다.
- 나노초 펄스 레이저를 이용한 친환경 나노입자 합성 기술 개발
- 비접촉식 실시간 소재 합성/분석/응용 원스톱 시스템 개발
- 광화학 기반 우주극한환경(극저온, 고온 등) 소재 개발 기초연구

## 학술 활동
2025년 8월 기준으로 SCI급 국제 학술지에 270편 이상의 논문을 발표했으며, 피인용 횟수는 12,000회를 넘고 h-index는 58이다. 15건의 특허를 보유하고 있으며, 국제 저널에서 다음과 같은 편집 활동을 수행하고 있다.
- Light: Science & Applications (편집자, Nature)[6]
- eLight, Environmental Chemistry Letters, Applied Nanoscience, Chemical Papers, Alexandria Engineering Journal (부편집장)[7]
- Journal of Laser Applications (수석 편집위원, AIP)
- Journal of Hazardous Materials, Bioengineered (편집위원)

또한 Elsevier 출판사의 나노물질 및 레이저 기반 구조체 관련 편저 2권을 편집하였다.

## 수상
- Light: Science & Applications 우수 편집자상, Nature (2025)
- 학술연구지원사업 우수성과 50선, 교육부 (2024)
- KCS/Sigma-Aldrich 우수 화학자상, Sigma-Aldrich & KCS (2024)[8]
- 세계 TOP 2% 과학자 선정, 스탠포드 대학교, Elsevier (2023, 2024)[9]
- 경남과학기술대상, 경남테크노파크 (2023)[10]
- 김명수학술상, 대한화학회 (2022)[11]
- 젊은물리화학자상, 대한화학회 (2015)[12]
- 환경기술개발사업 우수기술 50선, 환경부 (2014)

## 주요 논문
- Ahn, H., Senthil, R. A., Jung, S., Kumar, A., Ubaidullah, M., & Choi, M. Y. (2025). Pulsed laser-tuned ruthenium@ carbon interface for self-powered hydrogen production via zinc–hydrazine battery coupled hybrid electrolysis. eScience, 100408.[13]
- Theerthagiri, J., Karuppasamy, K., Raj, C. J., Kumari, M. A., Kennedy, L. J., Maia, G., ... & Choi, M. Y. (2025). In situ Spectroscopy: Delineating the mechanistic understanding of electrochemical energy reactions. Progress in Materials Science, 101451.[14]
- Park, J., Theerthagiri, J., Yodsin, N., Limphirat, W., Junmon, P., & Choi, M. Y. (2025). CO2 Laser‐Stabilized Ni‐Co Dual Single‐Atomic Sites for Energy Generation and Ammonia Harvesting. Advanced Materials, 2506137.[15]
- Theerthagiri, J., Karuppasamy, K., Lee, S. J., Shwetharani, R., Kim, H. S., Pasha, S. K., ... & Choi, M. Y. (2022). Fundamentals and comprehensive insights on pulsed laser synthesis of advanced materials for diverse photo-and electrocatalytic applications. Light: Science & Applications, 11(1), 250.[16]
- Lee, Y., Theerthagiri, J., Yodsin, N., Min, A., Moon, C. J., Jungsuttiwong, S., & Choi, M. Y. (2024). Mitigating Intraphase Catalytic‐Domain Transfer via CO2 Laser for Enhanced Nitrate‐to‐Ammonia Electroconversion and Zn‐Nitrate Battery Behavior. Angewandte Chemie International Edition, 63(47), e202413774.[17]
- Begildayeva, T., Theerthagiri, J., Min, A., Moon, C. J., & Choi, M. Y. (2024). Density-controlled metalloporphyrin with mutated surface via pulsed laser for oxidative refining of alcohols to benzoic acid and H2 production using linear tandem electrolysis. Applied Catalysis B: Environment and Energy, 350, 123907.[18]
- Yu, Y., Lee, S. J., Theerthagiri, J., Lee, Y., & Choi, M. Y. (2022). Architecting the AuPt alloys for hydrazine oxidation as an anolyte in fuel cell: Comparative analysis of hydrazine splitting and water splitting for energy-saving H2 generation. Applied Catalysis B: Environmental, 316, 121603.[19]
- Theerthagiri, J., Karuppasamy, K., Raj, C. J., Maia, G., Kumari, M. A., Kennedy, L. J., ... & Choi, M. Y. (2024). Structural engineering of metal oxyhydroxide for electrochemical energy conversion and storage. Coordination Chemistry Reviews, 513, 215880.[20]
- Naik, S. S., Theerthagiri, J., Min, A., Moon, C. J., Lee, S. J., & Choi, M. Y. (2023). Selective furfural conversion via parallel hydrogenation–oxidation on MOF-derived CuO/RuO2/C electrocatalysts via pulsed laser. Applied Catalysis B: Environmental, 339, 123164.[21]
- Oh, Y., Theerthagiri, J., Min, A., Moon, C. J., Yu, Y., & Choi, M. Y. (2024). Pulsed laser interference patterning of transition‐metal carbides for stable alkaline water electrolysis kinetics. Carbon Energy, 6(5), e448.[22]